# ويلا من توسكانا
ويلا التوسكانية (بالفرنسية: Willa de Toscane)‏ (912/11-970)؛ كانت ملكة إيطاليا القرينة.
ويلا هي ابنة بوسو مارغريف توسكانا وويلا  ابنة رودولف الأول ملك برغونية، وبحلول أوائل عقد 930 أصبحت متزوجة من برنغار الأول الإيفري الذي انتخب لاحقاً كـ ملك إيطاليا في 950؛ وأنجبت له:-
- أدالبرت ملك إيطاليا؛ وهو سلف كونتات برغونية الأوائل.
- غي، مارغريف إيفريا.
- كونراد، مارغريف إيفريا.
- روزالا، كان كونتيسة فلاندرز من خلال زواجها من أرنولف الثاني ثم أصبحت الزوجة الأولى لـ روبرت الثاني ملك فرنسا.

يذكر عنها أنها قامت بـ إساءة إلى قريبتها أديلايد الإيطالية عندما كانت أسيرة لدى زوجها لعدة أشهر بسبب رفضها لزواج من ابنها البكر أدالبرت، وأيضا السجل المؤرخ ليوتبراند الكريموني عدة روايات عنها بشكل خاص عندما قدم إلى البلاط في برافيا، دخلت إلى دير الراهبات ألمانيات بعد تنازل زوجها عن الحكم.